# Félix Lecomte
Pour les articles homonymes, voir Lecomte.
Félix Lecomte, né le 16 janvier 1737 à Paris, où il est mort le 11 février 1817, est un sculpteur français.
Il est lauréat du prix de Rome de sculpture en 1758.

## Biographie
Élève d'Étienne Maurice Falconet et de Louis Claude Vassé, Félix Lecomte remporte le premier prix de sculpture en 1758 et entre à l'École royale des élèves protégés, dirigée par Charles André van Loo qui fait son portrait aux Trois crayons en 1759. Pensionnaire de la villa Médicis à Rome de 1761 à 1768, il est, dès son retour à Paris, agréé par l'Académie. Il devient lui-même académicien en 1771 avec son morceau de réception en marbre Œdipe et Phorbas (Paris, musée du Louvre).
Il est nommé professeur à l'École des beaux-arts de Paris le 7 juillet 1792 et confirmé à ce poste le 30 novembre 1794. Il aura à sa mort, en 1817, François-Joseph Bosio comme successeur.

## Œuvres dans les collections publiques
États-Unis

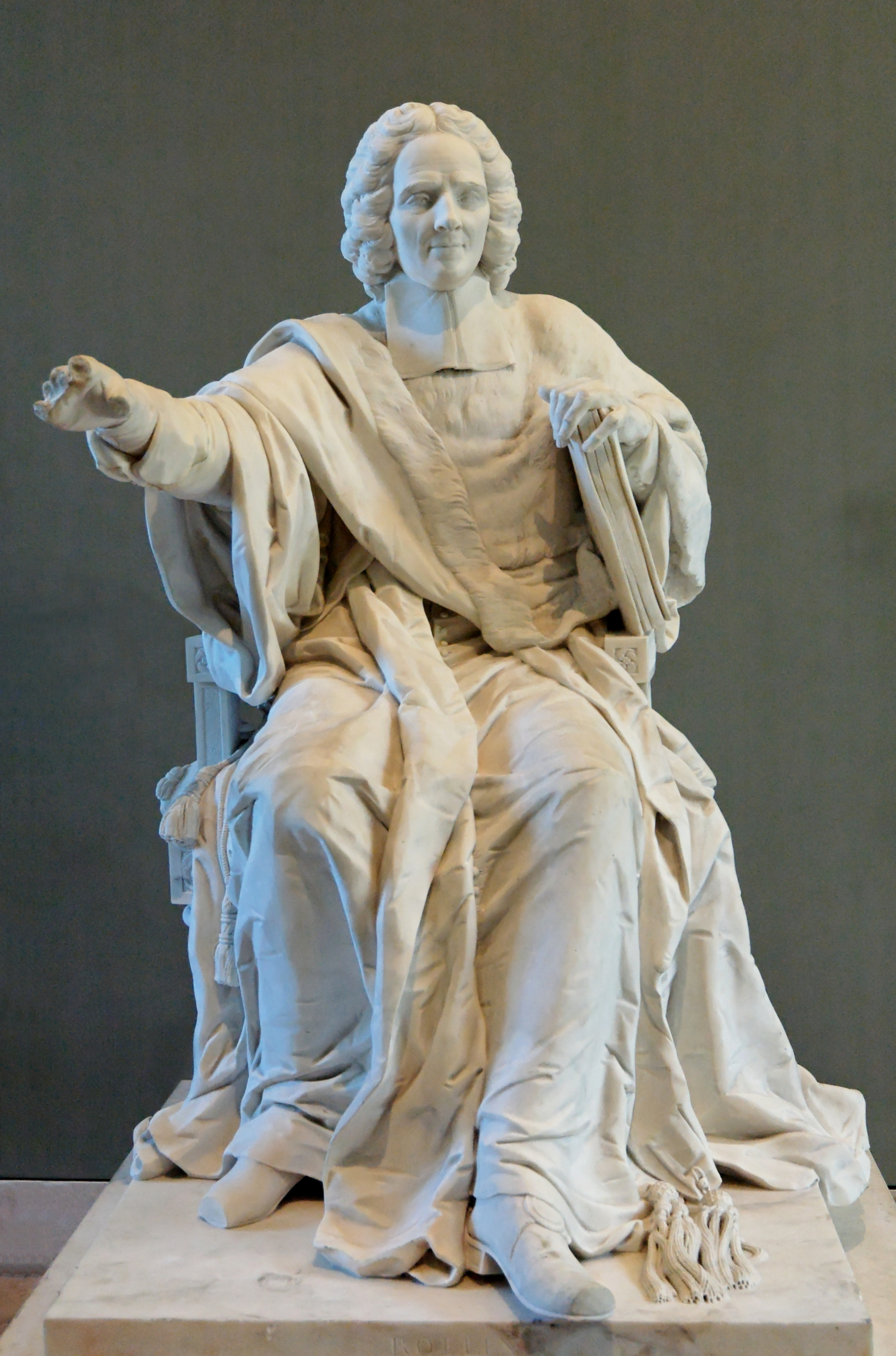
Charles Rollin (1789), Paris, musée du Louvre.

- New York, Metropolitan Museum of Art : Modèle de pendule avec les allégories de la Foi et de la Charité, groupe en terre cuite.

France
- Bayonne, musée Bonnat-Helleu :Jeune Fille tenant deux colombes, statuette en terre cuite.
- Nancy, église Notre-Dame-de-Bonsecours : Mausolée de Stanislas Leszczynski, 1772, marbre et bronze, conçu par Louis-Claude Vassé, Félix Lecomte en assure l'achèvement posthume.
- Paris :
  - Hôtel de la Monnaie, sur l'attique de la façade : La Justice ; La Paix; La Force ; Le Commerce,  statues en pierre.
  - Institut de France : François de Salignac de La Mothe-Fénelon (1651-1715), 1777, statue en marbre de la série des « Hommes illustres »[4].
  - musée du Louvre :
    - Charles Rollin (1661-1741), 1789, statue en marbre[5] ;
    - Charles Rollin (1661-1741), d'après Félix Lecomte, statuette, biscuit de porcelaine dure ;
    - Jean Le Rond d'Alembert (1717-1783), statue en marbre[6] ;
    - Jean Le Rond d'Alembert (1717-1783), 1774, buste en marbre ;
    - Œdipe et Phorbas, 1771, groupe relié en marbre[2] ;
    - François de Salignac de La Mothe-Fénelon (1651-1715), d'après Félix Lecomte, statuette, biscuit de porcelaine dure[4] ;

  - square Honoré-Champion : Montesquieu (1689-1755), buste en pierre.
- Rouen :
  - musée des Beaux-Arts : Un esclave accablé de douleur, 1769, statuette en marbre[7].
  - cathédrale Notre-Dame : Vierge à l'enfant « Notre-Dame du Vœu », 1777.
- Versailles, châteaux de Versailles et de Trianon :
  - Charles de Secondat, baron de Montesquieu (1689-1755), 1779, buste en marbre ;
  - Marie-Antoinette, reine de France (1755-1793), 1783, buste en marbre.
- La Roche-Guyon, château de La Roche-Guyon :
  - Le Génie des arts, 1769, bas-relief, marbre ;
  - La Fortune, 1769, bas-relief, marbre.

## Élèves
- Augustin-Félix Fortin (1763-1832).
- Justin-Marie Lequien (1796-1881), jusqu'en 1817.

Œuvres de Félix Lecomte
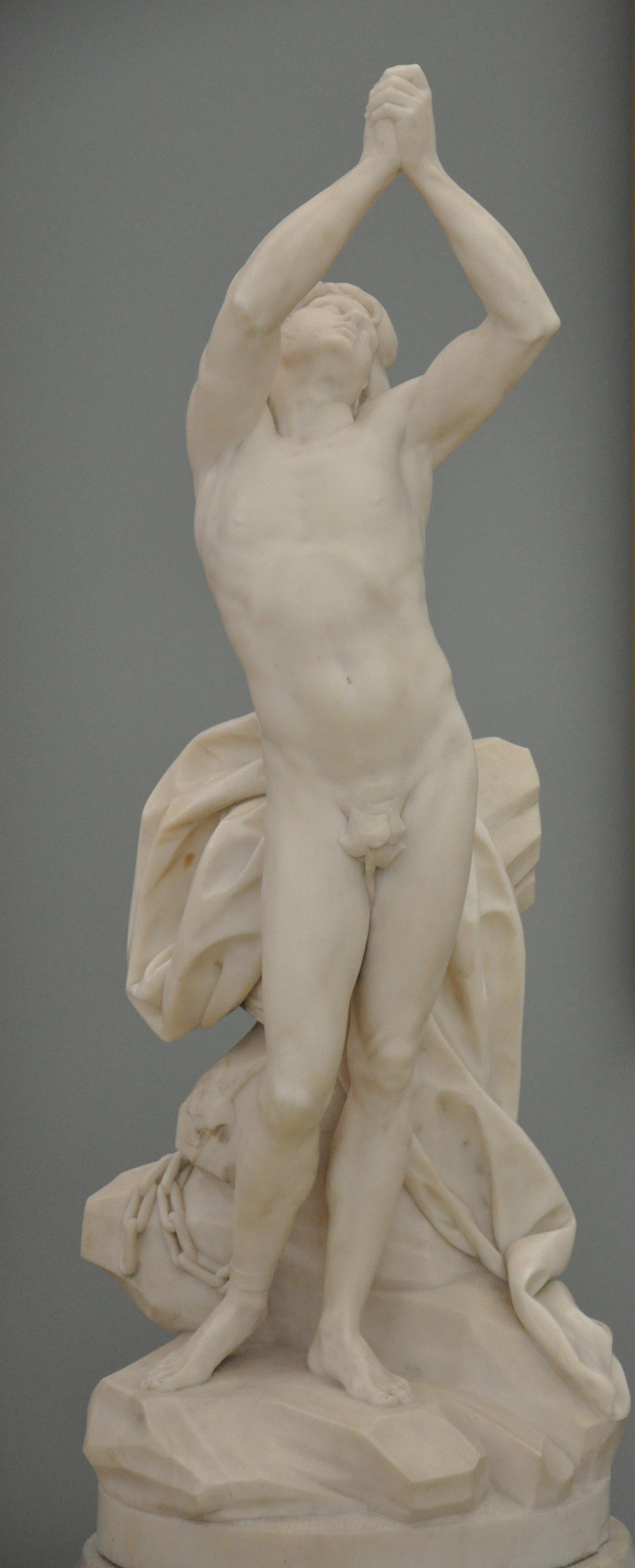
Un esclave accablé de douleur (1769), musée des Beaux-Arts de Rouen.
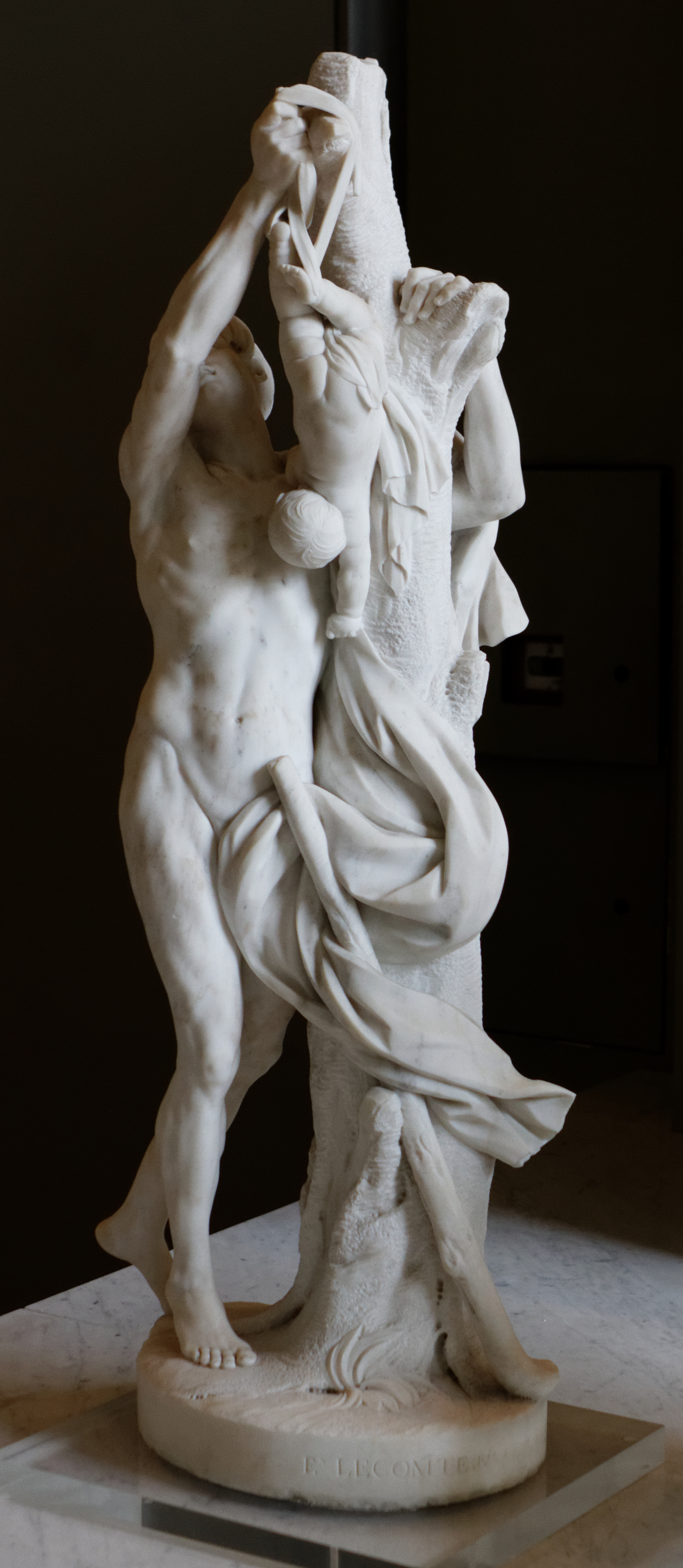
Œdipe et Phorbas (1771), Paris, musée du Louvre.
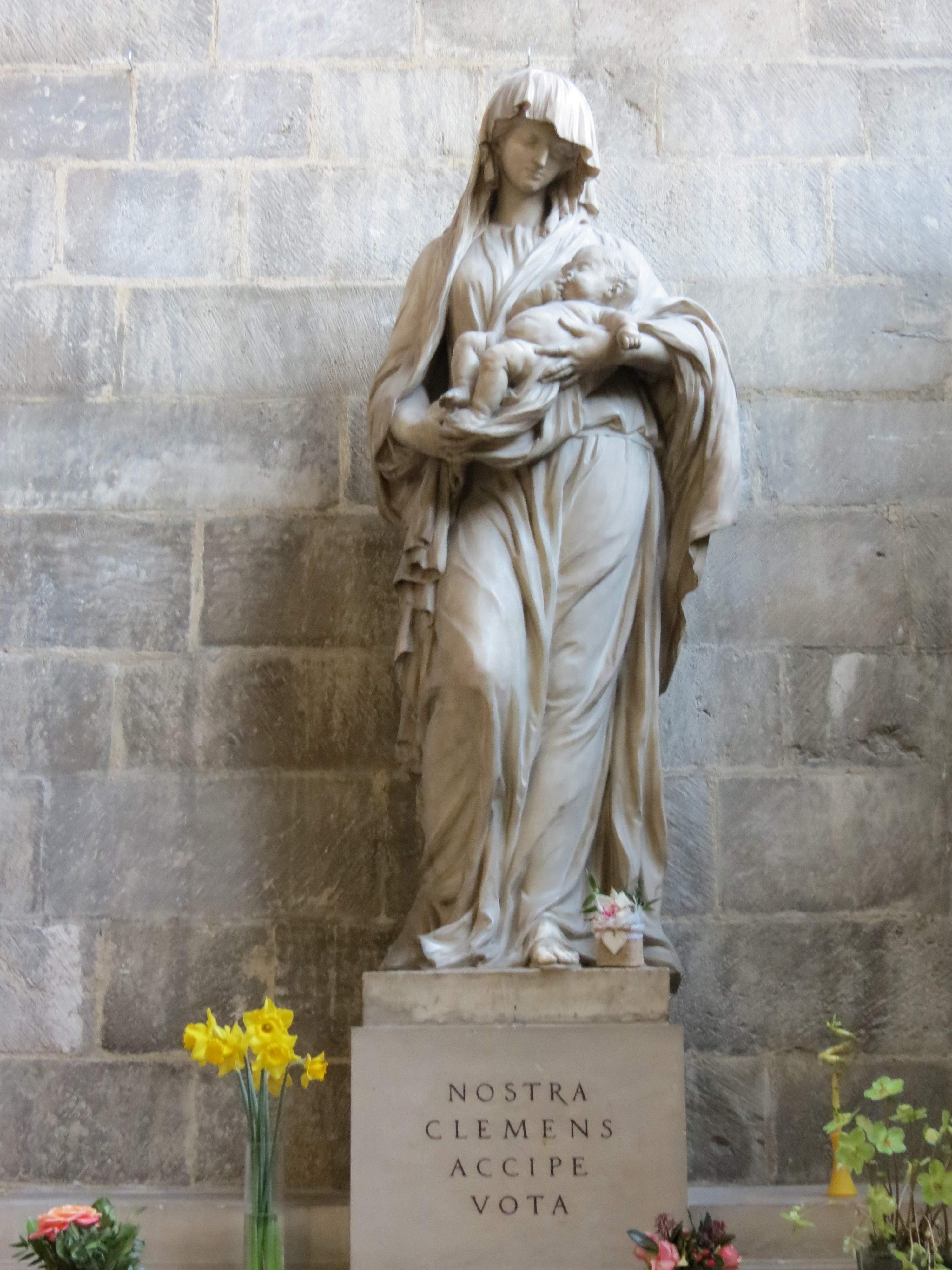
Notre-Dame du Vœu (1777), cathédrale Notre-Dame de Rouen.
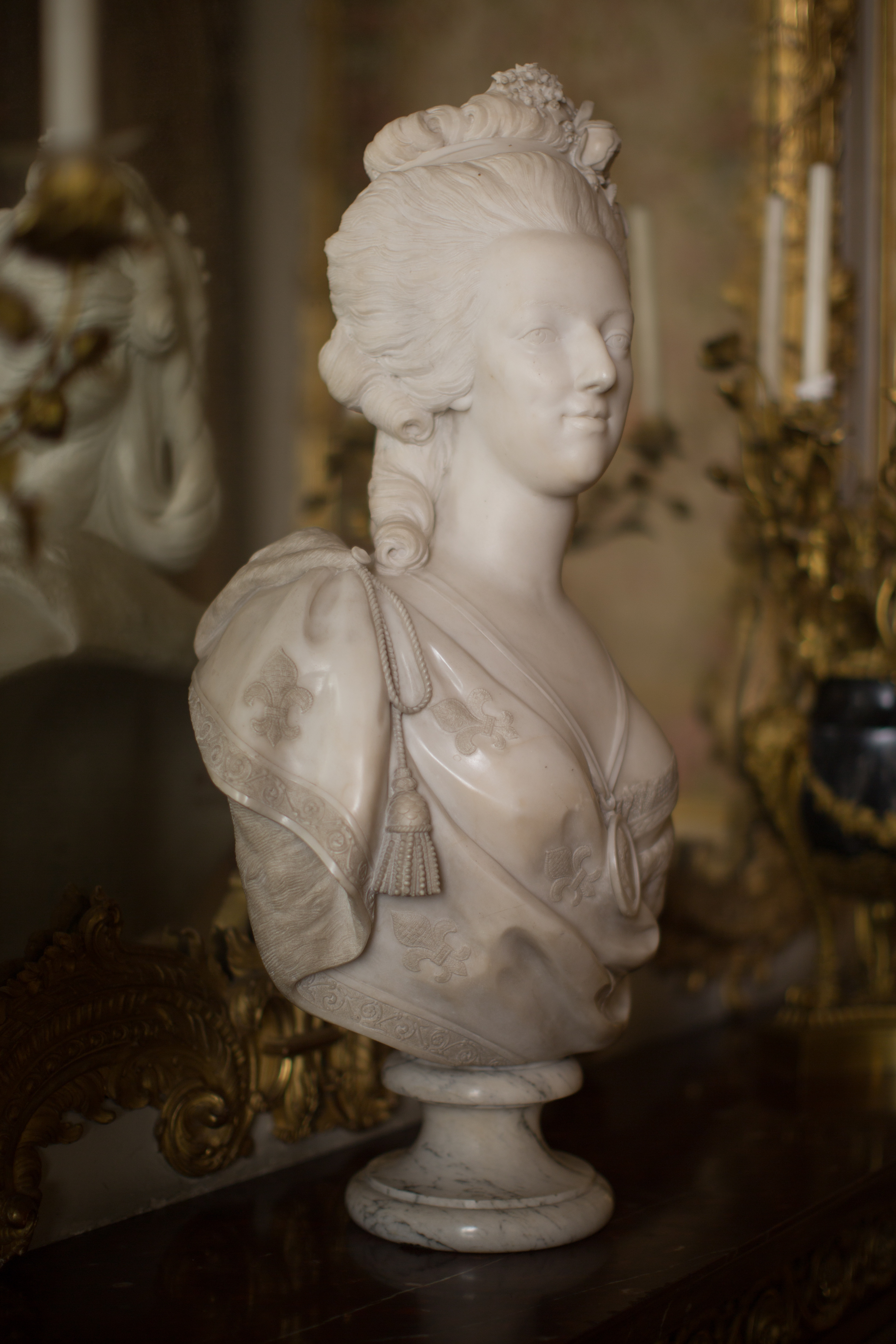
Marie-Antoinette (1783), châteaux de Versailles et de Trianon.
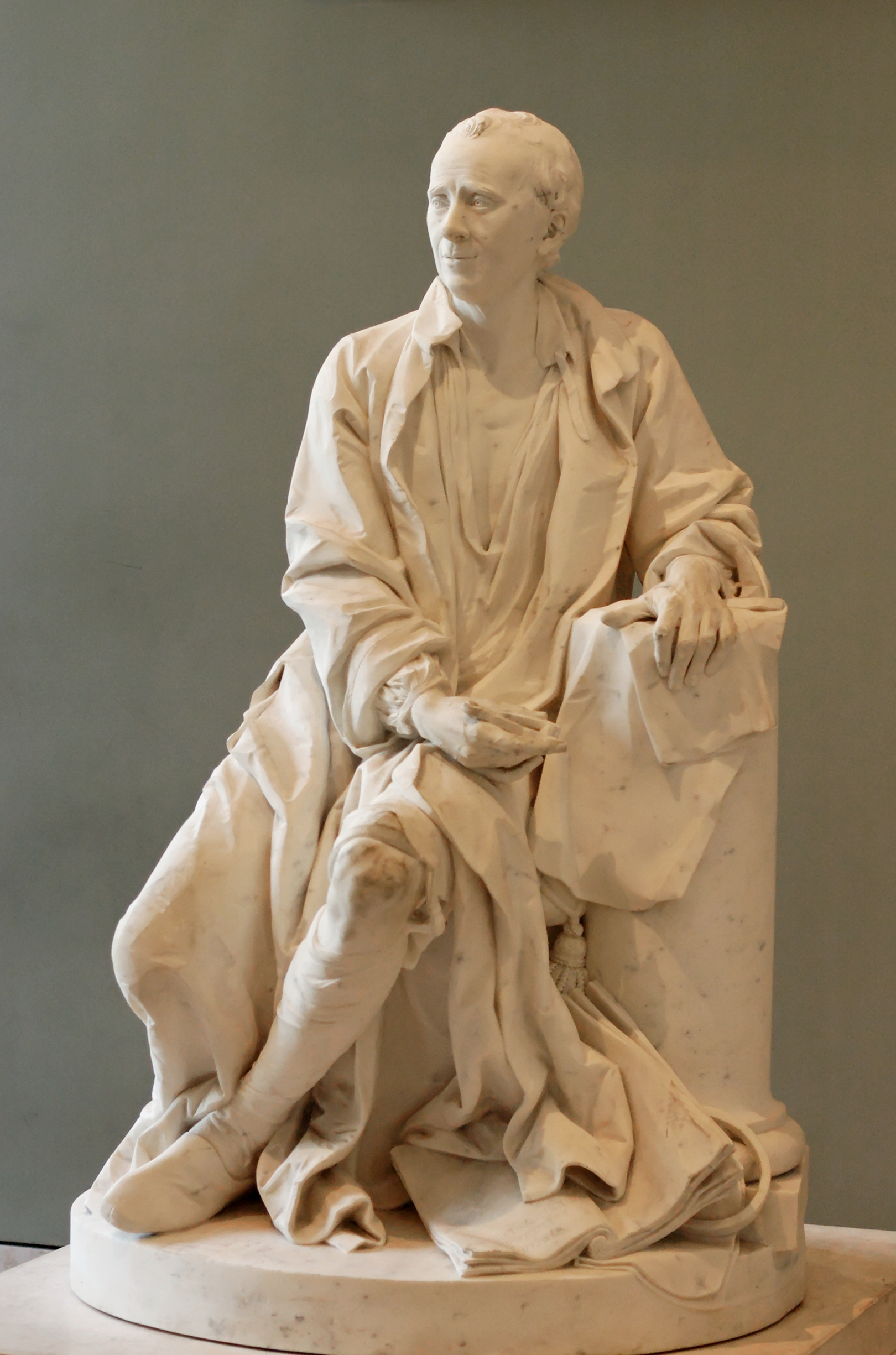
Jean le Rond d'Alembert (1789), Paris, musée du Louvre.